# DESX
DESX — симметричный алгоритм шифрования, разработанный на основе блочного шифра DES (Data Encryption Standard). Данный алгоритм использует метод отбеливания ключа с целью усиления устойчивости к атакам на основе полного перебора.

## История
Исходный алгоритм DES был утвержден в качестве стандарта в 1977 и имел длину ключа 56 бит ({\displaystyle 2^{56}} возможных ключей). Алгоритм подвергался критике из-за того, что вычислительные мощности для полного перебора ключей были доступны крупным организациям и правительствам, в частности Агентству Национальный Безопасности США. Для увеличения длины ключа алгоритма DES без его существенной переработки криптоаналитиком Рональдом Ривестом из компании RSA был предложен алгоритм DESX в 1984 г. Повышенная стойкость алгоритма была формально продемонстрирована Джо Килиан и Филипом Роугвей в 1996 г.

## Описание
Суть алгоритма состоит в том, что перед выполнением однократного DES и после него на данные операцией XOR накладываются различные 64-битные фрагменты ключа:
{\displaystyle {\mbox{DES-X(}}M)=K_{2}\oplus {\mbox{DES}}_{K}(M\oplus K_{1})}
Таким образом, длина ключа увеличивается до 56 + 2 × 64 = 184 бит.
DESX полностью совместим с алгоритмом DES в случае, если К1 = К2 = 0.
Авторы алгоритма дают ряд несложных рекомендаций, позволяющих использовать переменный размер ключа шифрования, предварительно применив к нему хеширование алгоритмом SHA-1. Кроме того, авторы алгоритма допускают использование 120-битного ключа шифрования, при этом К1 устанавливается равным К2. Существует вариант DESX, также разработанный компанией RSA, со 120-битным ключом, состоящим из К и К1, а значение К2 является функцией всех 16 байтов ключа шифрования. Известен еще один вариант алгоритма DESX, в котором вместо обеих операций XOR выполняется сложение по модулю {\displaystyle 2^{64}}.
Скорость алгоритма DESX приблизительно равна скорости DES.
DESX достаточно стоек, имеет аппаратную реализацию и широко используется.
Реализация DESX включена в криптографические библиотеки BSAFE компании RSA Security с конца 80х годов.

## Криптостойкость
Хотя длина ключа алгоритма DESX — 184 бита, эффективная длина ключа составляет 56 + 64 — 1 — log2(M) = 119 — log2(M) = ~119 бит, где М — число известных пар открытый текст/шифротекст. Более того длина ключа падает до 88 бит при {\displaystyle 2^{32}} известных открытых текстах и при использовании атаки на основе адаптивно подобранного открытого текста. Поэтому некоторые реализации используют ключ К2 как одностороннюю функцию от К1 и К.
DESX также увеличивает стойкость DES к дифференциальному и линейному криптоанализу, хотя улучшение не столь значительное, чем в случае атаки на основе полного перебора ключей. Для успешной атаки на алгоритм DESX дифференциальный криптоанализ потребует {\displaystyle 2^{61}} известных открытых текстов ({\displaystyle 2^{47}} для DES), а линейный криптоанализ — {\displaystyle 2^{60}} текстов({\displaystyle 2^{43}} для DES).